# Charlie Kimball
Charlie Kimball (ur. 20 lutego 1985 w Chertsey) – amerykański kierowca wyścigowy.

## Kariera

### Formuła Ford
Kimball rozpoczął karierę w wyścigach samochodowych w 2002 roku, od startów w SCCA San Francisco Region Formula Ford. Był tam dopiero szesnasty, jednak na uwagę zasługuje to, iż spośród trzech wyścigów, w których wystartował, wszystkie wygrał. W tym samym sezonie był również dziesiąty w Formule Dodge oraz zwyciężył wyścig SCCA June Sprints Formula F. W 2003 roku Amerykanin pojawił się na starcie FF2000 Zetec Championship i edycji zimowej Brytyjskiej Formuły Ford. W obu tych seriach stanął na najniższym stopniu podium klasyfikacji. W 2004 roku Charlie poświęcił się głównie startom w Brytyjskiej Formule Ford. Stawał tam aż siedmiokrotnie na podium, ale ani raz nie zwyciężał. Z dorobkiem 32 punktów uplasował się na czwartym miejscu w klasyfikacji generalnej.

### Formuła 3
W 2005 roku Kimball przeniósł się do Formuły 3. Tu startował głównie w Brytyjskiej Formule 3. Spośród 22 wyścigów zwyciężył w pięciu, a trzynastokrotnie stawał na podium. Pozwoliło mu to ukończyć sezon z tytułem wicemistrzowskim. Rok później awansował już do Formuły 3 Euroseries, gdzie wygrał jeden wyścig. Uzbierane 31 punktów dało mu 11 lokatę w klasyfikacji. Do Formuły 3 Euroseries Amerykanin wrócił w 2008 roku. Wtedy jednak stanął tylko raz na podium. Ostatecznie był siedemnasty.

### Formuła Renault 3.5
Na sezon 2007 Charlie podpisał kontrakt z włoską ekipą Victory Engineering na starty w Formule Renault 3.5. W ciągu dwunastu wyścigów zdobył siedem punktów. Dało mu to 24. miejsce w klasyfikacji kierowców.

### IRL IndyCar Series
Od 2011 roku Amerykanin startuje w amerykańskiej serii IndyCar. W 2012 roku po raz pierwszy stanął na podium, a w 2013 odniósł swoje pierwsze zwycięstwo w tej serii.

## Statystyki
| Sezon     | Seria                                  | Zespół                          | Wyścigi | Zwycięstwa | PP | NO | Podium | Punkty | Pozycja |
| --------- | -------------------------------------- | ------------------------------- | ------- | ---------- | -- | -- | ------ | ------ | ------- |
| 2002      | Formuła Dodge National Championship    |                                 | 13      | 0          | 0  | 0  | 0      | 63     | 10.     |
| 2002      | SCCA San Francisco Region Formuła Ford | PR1 Motorsports                 | 3       | 3          | 3  |    | 3      | 28     | 16.     |
| 2002      | SCCA June Sprints Formula F            | PR1 Motorsports                 | 1       | 1          | 1  | 0  | 1      | N/A    | 1.      |
| 2003      | FF2000 Zetec Championship              | PR1 Motorsports                 | 12      | 2          | 0  |    | 7      | 219    | 3.      |
| 2003      | Brytyjska Formuła Ford                 | Team JLR                        | 4       | 1          | 2  |    | 3      |        | 3.      |
| 2003/2004 | Talley's Formula Ford Championship     | Team USA Scholarship            | 2       | 0          | 0  | 0  | 0      | 56     | 18.     |
| 2004      | Brytyjska Formuła Ford                 | Team JLR                        | 18      | 0          | 2  | 3  | 7      | 383    | 4.      |
| 2004      | Festiwal Formuły Ford – Heats/Semi     | Team JLR                        | 2       | 0          | 0  | 0  | 1      | 0      | NS      |
| 2004      | Festiwal Formuły Ford                  | Team JLR                        | 1       | 0          | 0  | 0  | 0      | N/A    | 8.      |
| 2005      | Brytyjska Formuła 3                    | Carlin Motorsport               | 22      | 5          | 6  | 6  | 13     | 246    | 2.      |
| 2005      | Masters of Formula 3                   | Carlin Motorsport               | 1       | 0          | 0  | 0  | 0      | N/A    | 12.     |
| 2005      | Grand Prix Makau                       | Carlin Motorsport               | 1       | 0          | 0  | 0  | 0      | N/A    | NS      |
| 2006      | Formuła 3 Euro Series                  | Signature                       | 20      | 1          | 0  | 0  | 3      | 31     | 11.     |
| 2006      | Brytyjska Formuła 3                    | Signature Plus                  | 2       | 0          | 0  | 0  | 0      | 0      | NS      |
| 2006      | Masters of Formula 3                   | Signature Plus                  | 1       | 0          | 0  | 0  | 0      | N/A    | 9.      |
| 2006      | Grand Prix Makau                       | Signature Plus                  | 1       | 0          | 0  | 0  | 0      | N/A    | 21.     |
| 2007      | Formuła Renault 3.5                    | Victory Engineering             | 12      | 0          | 0  | 0  | 0      | 7      | 24.     |
| 2008      | Formuła 3 Euro Series                  | Prema Powerteam                 | 10      | 0          | 0  | 0  | 1      | 8      | 17.     |
| 2008/2009 | A1 Grand Prix                          | Team U.S.A.                     | 2       | 0          | 0  | 1  | 0      | 24     | 11.     |
| 2009      | Firestone Indy Lights                  | Team PBIR                       | 15      | 0          | 0  | 2  | 0      | 310    | 10.     |
| 2010      | Firestone Indy Lights                  | AFS Racing / Andretti Autosport | 13      | 0          | 0  | 5  | 0      | 388    | 4.      |
| 2011      | IRL IndyCar Series                     | Chip Ganassi Racing             | 17      | 0          | 0  | 0  | 0      | 233    | 19.     |
| 2012      | IRL IndyCar Series                     | Chip Ganassi Racing             | 14      | 0          | 0  | 0  | 1      | 260    | 19.     |
| 2013      | IRL IndyCar Series                     | Chip Ganassi Racing             | 19      | 1          | 0  | 0  | 2      | 449    | 8.      |
| 2013      | Grand American Rolex Series – DP       | Chip Ganassi / Felix Sabates    | 1       | 1          | 0  | 0  | 1      | 35     | 31.     |

## Wyniki w Formule Renault 3.5
| Legenda oznaczeń w tabelach wyników Wyświetl szablon na nowej stronie | Legenda oznaczeń w tabelach wyników Wyświetl szablon na nowej stronie                                                                     |
| Oznaczenie                                                            | Wyjaśnienie |
| --------------------------------------------------------------------- | --- |
| Złoty                                                                 | Zwycięzca lub mistrzostwo |
| Srebrny                                                               | 2. miejsce lub wicemistrzostwo |
| Brązowy                                                               | 3. miejsce lub II wicemistrzostwo |
| Zielony                                                               | Ukończył, punktował (w klasyfikacji generalnej, gdy zdobył co najmniej jeden punkt na przestrzeni sezonu, poza trzema powyższymi opcjami) |
| Niebieski                                                             | Ukończył, nie punktował (w klasyfikacji generalnej, gdy nie zdobył co najmniej jednego punktu na przestrzeni sezonu)                      |
| Czerwony                                                              | Nie zakwalifikował się (NZ) |
| Czerwony                                                              | Nie prekwalifikował się (NPK) |
| Różowy                                                                | Nie ukończył (NU) |
| Różowy                                                                | Niesklasyfikowany (NS) (w klasyfikacji generalnej, gdy nie został sklasyfikowany w żadnym wyścigu sezonu)                                 |
| Czarny                                                                | Zdyskwalifikowany (DK) |
| Czarny                                                                | Wykluczony (WYK/EX) |
| Biały                                                                 | Nie wystartował (NW) |
| Biały                                                                 | Kontuzjowany (K/INJ) |
| Biały                                                                 | Wyścig odwołany (OD/C) |
| Bez koloru                                                            | Został wycofany (WYC/WD) |
| Bez koloru                                                            | Nie przybył (NP/DNA) |
| Bez koloru                                                            | Nie brał udziału w treningach (NT/DNP) |
| Bez koloru                                                            | Nie został zgłoszony (–) |
| Pogrubienie                                                           | Start z pole position |
| Kursywa                                                               | Najszybsze okrążenie wyścigu |
| †                                                                     | Nie ukończył, ale jego rezultat został zaliczony ze względu na przejechanie więcej niż 90% dystansu wyścigu.                              |
| *                                                                     | Sezon w trakcie |
| 1/2/3                                                                 | Punktowana pozycja w sprincie kwalifikacyjnym                                                                                             |
| Lista systemów punktacji Formuły 1                                    | |

| Rok  | Zespół              | Wyniki w poszczególnych eliminacjach | Wyniki w poszczególnych eliminacjach | Wyniki w poszczególnych eliminacjach | Wyniki w poszczególnych eliminacjach | Wyniki w poszczególnych eliminacjach | Wyniki w poszczególnych eliminacjach | Wyniki w poszczególnych eliminacjach | Wyniki w poszczególnych eliminacjach | Wyniki w poszczególnych eliminacjach | Wyniki w poszczególnych eliminacjach | Wyniki w poszczególnych eliminacjach | Wyniki w poszczególnych eliminacjach | Wyniki w poszczególnych eliminacjach | Wyniki w poszczególnych eliminacjach | Wyniki w poszczególnych eliminacjach | Wyniki w poszczególnych eliminacjach | Wyniki w poszczególnych eliminacjach | Punkty | Pozycja |
| ---- | ------------------- | ------------------------------------ | ------------------------------------ | ------------------------------------ | ------------------------------------ | ------------------------------------ | ------------------------------------ | ------------------------------------ | ------------------------------------ | ------------------------------------ | ------------------------------------ | ------------------------------------ | ------------------------------------ | ------------------------------------ | ------------------------------------ | ------------------------------------ | ------------------------------------ | ------------------------------------ | ------ | ------- |
| 2007 | Victory Engineering | ITA                                  | ITA                                  | DEU                                  | DEU                                  | MON                                  | HUN                                  | HUN                                  | BEL                                  | BEL                                  | GBR                                  | GBR                                  | FRA                                  | FRA                                  | PRT                                  | PRT                                  | ESP                                  | ESP                                  | 7      | 24      |
| 2007 | Victory Engineering | NU                                   | 8                                    | 16                                   | 8                                    | NU                                   | 10                                   | NU                                   | 13                                   | NU                                   | NU                                   | 13                                   | NU                                   | 17                                   | -                                    | -                                    | -                                    | -                                    | 7      | 24      |

## Wyniki w Indianapolis 500
| Rok  | Nadwozie | Silnik | Start | Wynik | Uwagi |
| ---- | -------- | ------ | ----- | ----- | ----- |
| 2011 | Dallara  | Honda  | 28    | 13    |       |
| 2012 | Dallara  | Honda  | 14    | 8     |       |
| 2013 | Dallara  | Honda  | 19    | 9     |       |